# Fisksätra
Fisksätra è un'area urbana della Svezia situata nel comune di Nacka, contea di Stoccolma.
La popolazione risultante dal censimento 2010 era di 7 475 abitanti .